# Santa María del Manzano
Santa María del Manzano fue un municipio español de la provincia de Burgos. Desapareció a mediados del siglo XX, cuando su término se incorporó al de Castrojeriz.

## Toponimia
El lugar puede encontrarse referido con los nombres de «Santa María del Manzano» y «Barrio de Santa María del Manzano».

## Historia
Hacia mediados del siglo XIX, el lugar, por entonces con ayuntamiento propio, tenía contabilizada una población de 88 habitantes. Aparece descrito en el undécimo volumen del Diccionario geográfico-estadístico-histórico de España y sus posesiones de Ultramar de Pascual Madoz con las siguientes palabras:

MANZANO (Sta. Maria del): ald. con ayunt. en la prov., dióc., aud. terr. y c. g. de Burgos (7 leg.), part. jud. de Castrojeriz, de cuya pobl. es tambien barrio dist. unos 100 pasos: sit. en una elevada colina y en terreno sumamente llano, donde la combaten los vientos N., S. y O.: su clima es bastante templado, y las enfermedades mas comunes las esporádicas y estacionales. Tiene 39 casas, con la consistorial que es una de las mejores; escuela de primeras letras concurrida por 60 niños y dotada con 640 rs., y 2 abundantes fuentes dentro de la pobl., cuyas aguas son de mediana calidad: este pueblo en cuanto á lo espiritual depende de la colegiata de dicho Castrojeriz. Su term. se halla enclavado en el de esta v. El terreno es escelente para toda clase de producciones: le baña un riach. llamado Garbanzuelo, que cruza á 40 pasos del pueblo, corriendo de E. á O. caminos: estos son locales y se hallan en malísimo estado. La correspondencia se recibe por la cap. del part. por el balijero de la misma. prod.: cereales, legumbres, vino, patatas, miel esquisita y guindas de mala calidad; ganado mular y lanar; caza de perdices, liebres y conejos, y pesca de bermejas y cangrejos. ind.: la agricola. pobl.: 34 vec., 88 alm. cap. imp.: 839 rs. contr.: 5,130 rs. 2 mrs. El presupuesto municipal asciende á 400 ducados, que se cubren con los prod. de los ramos arrendables y por reparto vecinal.
(Madoz, 1848, p. 204)

El municipio de Barrio de Santa María del Manzano desapareció de cara al censo de 1960, al incorporarse el término al de Castrojeriz.

## Demografía
| Gráfica de evolución demográfica de Barrio de Santa María del Manzano entre 1842 y 1857 |
| |
| Población de derecho según los censos de población del INE. Población de hecho según los censos de población del INE.Entre el censo de 1860 y el anterior, este municipio desaparece porque se integra en el municipio Castrojeriz. |